# Oxford Classical Texts
Oxford Classical Texts (OCT), lateinisch Scriptorum Classicorum Bibliotheca Oxoniensis, ist eine von der Oxford University Press veröffentlichte Reihe textkritischer Ausgaben von Autoren der griechischen und lateinischen Literatur und Philosophie. Texte aus den Fachwissenschaften wie etwa Euklids Elemente sind nicht in der Reihe vertreten. Die Bände enthalten jeweils neben einem kritisch bearbeiteten Text einen Apparat, der ebenso wie die über die Text- und Editionsgeschichte informierende praefatio in der Regel lateinisch abgefasst ist; Übersetzung und Kommentar werden nicht geboten. Zielpublikum ist damit der wissenschaftliche Benutzer über die Grenzen der Nationalsprachen hinweg. Insofern das Englische dem Lateinischen auch im Bereich der Altertumswissenschaften den Rang als lingua franca abzulaufen scheint, haben Hugh Lloyd-Jones und Nigel Guy Wilson in ihrer Edition des Sophokles aus dem Jahr 1990 mit der Tradition des Lateinschreibens gebrochen und ihr Vorwort erstmals in englischer Sprache verfasst (auch wenn der kritische Apparat weiterhin lateinisch formuliert ist).
Als Oxoniensis bezeichnet man meistens eine einzelne Textausgabe (vollständig: editio Oxoniensis), seltener auch die ganze Sammlung; ebenso verfährt man mit dem Begriff Teubneriana in Bezug auf die konkurrierende Reihe der Bibliotheca scriptorum Graecorum et Romanorum Teubneriana.